# 문화 동화

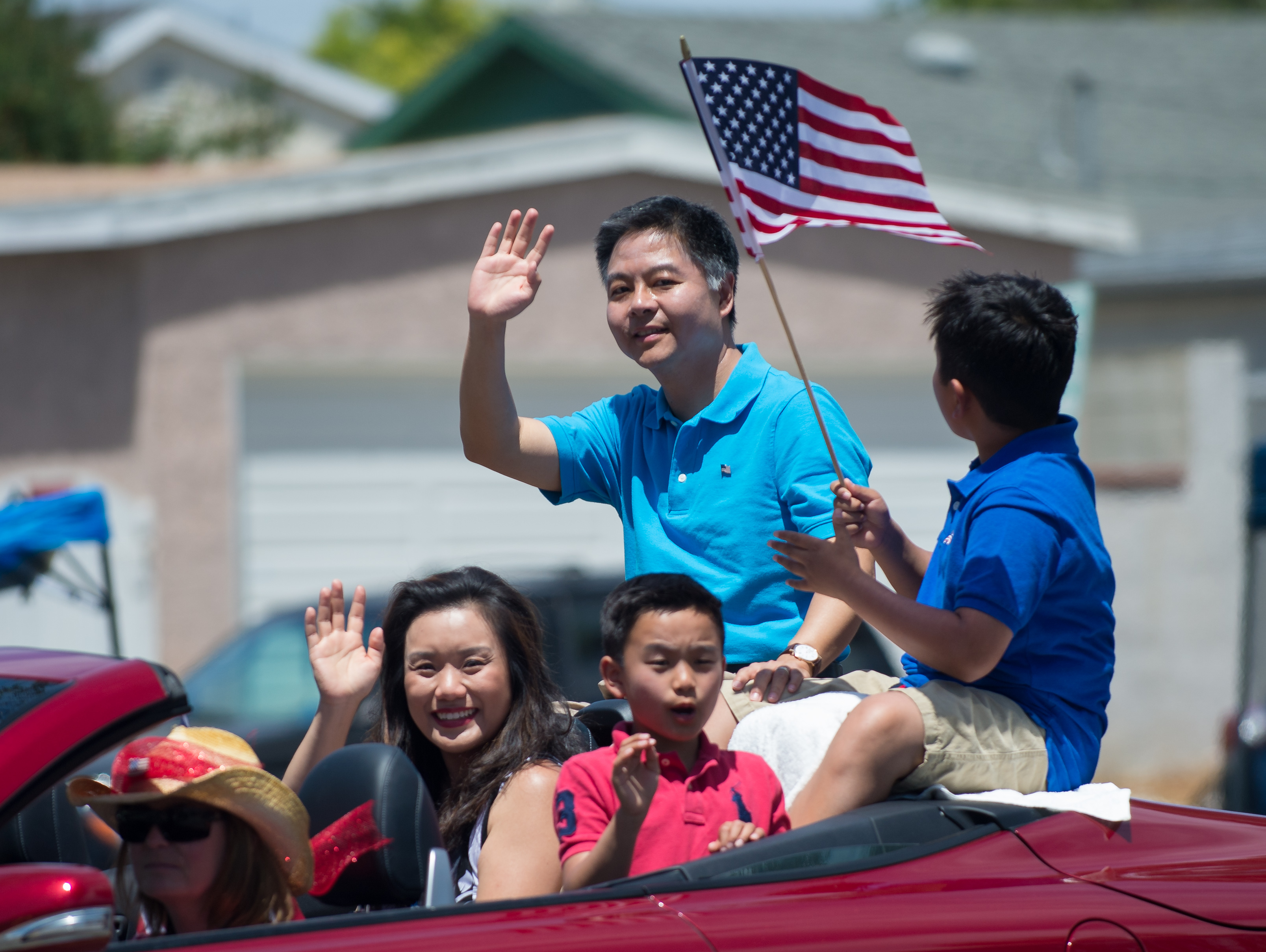

문화 동화(文化同化, 영어: cultural assimilation)는 비교적 소수의 민족이나 문화가 지배적인 민족이나 문화의 영향을 받아 이와 유사해지거나 같아지는 과정을 말한다.
문화 동화는 이루어지는 방식에 따라 자연 동화와 강제 동화로 나눌 수 있는데 역사적으로는 자발적인 자연 동화가 더 흔했다. 정치 이데올로기에서 동화주의(同化主義)는 국내의 소수민족 집단을 주류민족에 의도적으로 편입시키고자 하는 사상을 가리킨다. 식민시대부터 아메리카나 오스트레일리아 등의 원주민은 유럽 출신의 민족에 의한 강제 동화의 피해를 입어 왔다.
어떤 경우에는 소수 문화가 지배적 문화에 전적으로 동화되는 문화 변용의 형태로 일어나 원래의 문화적 요소가 거의 혹은 완전히 사라지고 만다. 그러나 어떤 경우는 문화 확산의 형태로 원래 문화의 틀을 유지하면서 사회적 규범 등 지배적 문화의 일부 요소를 채택하는데 이는 다문화주의적 사회에서 많이 발생한다.
미국 등의 이민 국가에서는 이민자의 동화가 중요한 사회 문제 중 하나이며 이 경우 동화 정책은 사회 통합을 위한 것으로 평가된다. 사회과학자들은 이민자 동화를 평가할 때 사회경제적 지위, 지리적 분포, 제2언어 습득, 통혼이라는 4가지 기준을 흔히 사용한다.

## 목록
- 미국화
  - 미국 원주민의 미국화
- 영국화
- 아랍화
- 빼앗긴 세대 (오스트레일리아 원주민)
- 기독교화
- 독일화
- 그리스화
- 이슬람화
- 일본화
- 몽골화
- 러시아화
- 로마화
- 산스크리트화
- 중국화
- 소련화
- 우크라이나화
- 튀르크화

## 같이 보기
- 문화변용
- 지배적 문화
- 문화적 제국주의
- 민족말살
  - 황민화 정책
- 단문화주의
- 다문화주의
- 세계화
- 멜팅팟
- 샐러드볼